# Gustave de Molinari

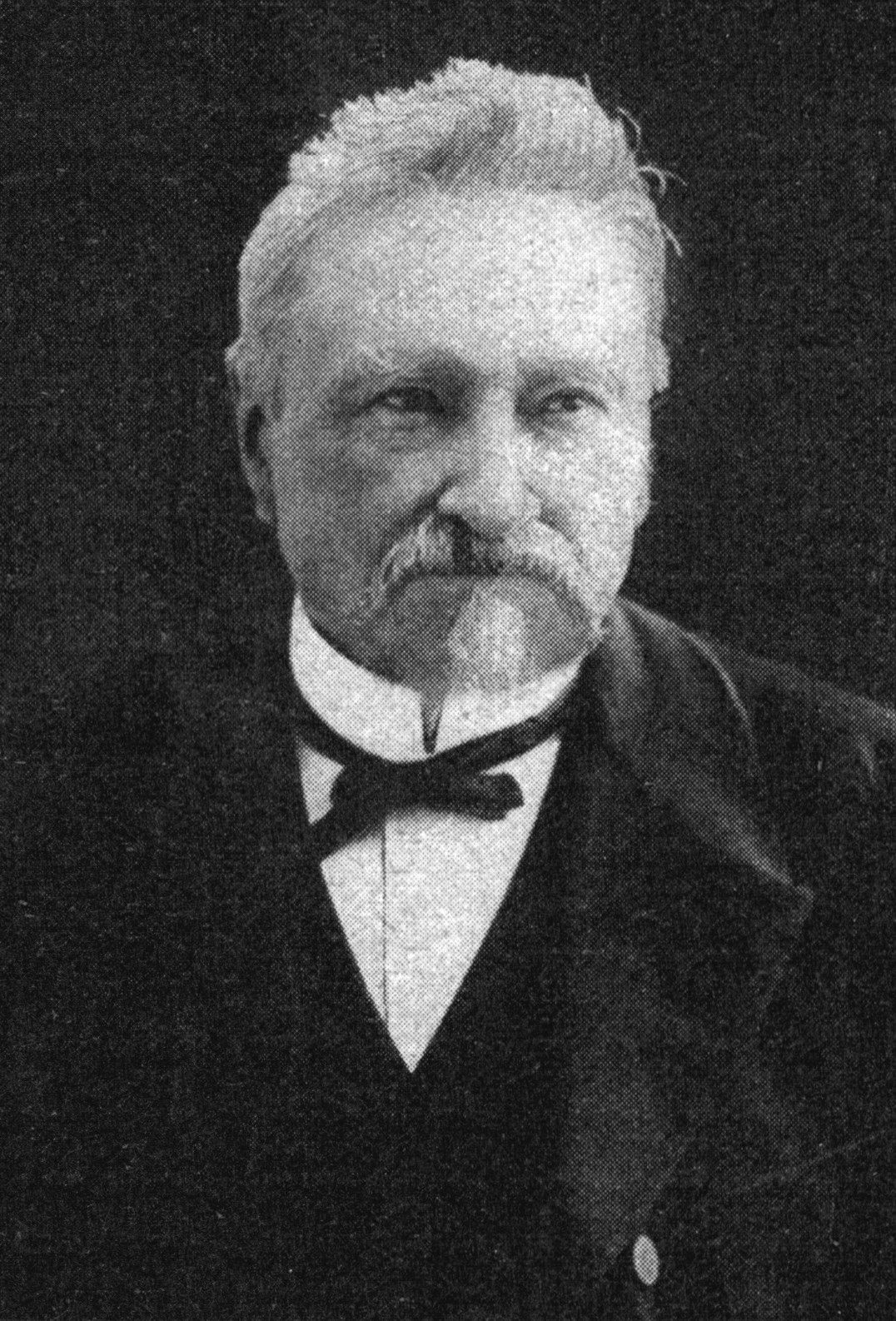
Gustav von Molinari

Gustave de Molinari (* 3. März 1819 in Lüttich; † 28. Januar 1912 in De Panne) war ein belgischer Ökonom. Er war ein Anhänger des Freihandels und gilt als Vorläufer des Anarchokapitalismus.

## Leben
Gustave de Molinari wurde als Sohn eines Arztes geboren. Er studierte Medizin in Brüssel, ging 1841 nach Paris und verbrachte den größten Teil seines Lebens in Frankreich. Er arbeitete bei radikalen Zeitschriften mit und setzte sich hauptsächlich mit volkswirtschaftlichen Fragen auseinander. In den 1840er Jahren bestärkte ihn der Pariser Ökonom Frédéric Bastiat, sich in der Liga für Freihandel (Ligue pour la Liberté des Échanges) zu engagieren. Nach der Februarrevolution von 1848 veröffentlichte Molinari im Jahr 1849 den Aufsatz Über die Produktion von Sicherheit, in dem er die Privatisierung polizeilicher Dienstleistungen erwog, und das Buch Les Soirées de la Rue Saint-Lazare, in dem er beschrieb, wie der freie Markt die staatlichen Institutionen der Justiz und öffentlichen Sicherheit gewinnbringend ersetzen könnte.
Auf seinem Totenbett im Jahr 1850 bezeichnete Frédéric Bastiat Molinari als Weiterführer seiner Arbeiten. Er verfasste zahlreiche Bücher, die in vielen Sprachen veröffentlicht wurden, und wurde zum Nestor der liberalen französischen Volkswirtschaftslehre und des Manchesterliberalismus.
Nach dem Staatsstreich vom 2. Dezember 1851 kehrte Molinari vorübergehend nach Belgien zurück. Dort gründete er die Zeitung L'Economiste Belge.
Zurück in Paris leitete er von 1882 bis 1902 als Chefredakteur das Journal des Economistes.
1887 wurde er als korrespondierendes Mitglied in die Russische Akademie der Wissenschaften in Sankt Petersburg aufgenommen. Bis wenige Wochen vor seinem Tod war der Dreiundneunzigjährige noch schriftstellerisch tätig.

## Positionen
Freiheitsrechte wie Freihandel, Meinungsfreiheit und Vereinigungsfreiheit nahmen zentrale Positionen in Molinaris Denken ein. Er lehnte Sklaverei, Kolonialismus, Merkantilismus, Protektionismus, Imperialismus, Nationalismus, Korporatismus, ökonomischen Interventionismus, die staatliche Kontrolle der Geisteswissenschaften und der Bildung sowie allgemein alles ab, was er als eine Einschränkung der Freiheit ansah. 
Allerdings war er erheblich radikaler als die meisten anderen Liberalen und deshalb auch in deren Kreisen umstritten. Molinari forderte beispielsweise eine Aufhebung des staatlichen Gewaltmonopols, das durch privatwirtschaftliche Dienstleister ersetzt werden solle. Er ging davon aus, dass Kriege von selbst verschwinden würden, da ihre Kosten mit zunehmender Technisierung der Kriegsführung die möglichen Erträge durch einen Sieg überschreiten würden. Ähnlich erwartete er ein Verschwinden der Grenzen zwischen den europäischen Staaten, weil diese den Handel behinderten.

## Bibliografie
- Études économiques, L’organisation de la liberté industrielle et l’abolition de l’esclavage, Paris/Capelle, 1846.
- Mélanges d’économie politique I, « Collection des principaux économistes » Band 14, 1848, Neuauflage; Osnabrück, 1966.
- Mélanges d’économie politique II. « Collection des principaux économistes » Band 15, 1848, Neuauflage; Osnabrück, 1966.
- Les Soirées de la rue Saint-Lazare. Entretiens sur les lois économiques et défense de la propriété. Paris, Guillaumin et Cie, 1849.
- Les révolutions et le Despotisme, envisagés au point de vue des intérêts matériels. Brüssel, Méline, Cans & Cie, 1852.
- L’Abbé de Saint-pierre, sa vie et ses œuvres. Paris, Guillaumin & Cie, 1857.
- De l’Enseignement obligatoire. Diskussion zwischen Gustave de Molinari und M. Frédéric Passy, Paris, Guillaumin & Cie, 1859.
- Lettres sur la Russie. Brüssel, A Lacroix, Verboeckhoven & Cie, 1861.
- Napoléon III publiciste, Analyse et appréciation de ses œuvres. Brüssel, A Lacroix, Van Menen & Cie, 1861
- Questions d’Économie politique et de Droit public. 2 vol, Brüssel, A. Lacroix, Verboeckhoven et Cie, 1861.
- Cours d’économie politique fait au musée royal de l’industrie belge. A Lacroix, Verboeckhoven & Cie, 1863.
- Les clubs rouges pendant le siège de Paris. Garnier frères, 1863.
- Le mouvement socialiste et les réunions publiques avant la révolution du 4 septembre. 1870.
- La pacification des rapports du capital et du travail. A Lacroix, Verboeckhoven & Cie, 1872.
- La République tempérée. Garnier frères, 1873.
- Lettres sur les États-Unis et le Canada. Paris, Hachette & Cie, 1876.
- La Rue des Nations. Visites aux sections étrangères de l’Exposition universelle de 1878. Paris, Maurice Dreyfus, 1878.
- L’Irlande, le Canada, Jersey. Lettres adressées au journal des débats. Dentu, 1881.
- L’Evolution économique du XIXe Siècle. Théorie du progrès. Paris, C. Reinwald, 1884.
- L’Evolution politique et la révolution. Paris, C. Reinwald, 1884.
- Au Canada et aux Montagnes Rocheuses. En Russie. En Corse. À l’exposition universelle d’Anvers. C. Reinwald, 1886.
- Conversations sur le Commerce des Grains et la Protection de l’Agriculture. Paris, Guillaumin & Cie, 1886.
- A Panama. L’isthme de Panama, la Martinique, Haïti. Paris, C. Reinwald, 1887.
- Les Lois naturelles de l’Économie politique. Paris, C. Reinwald & Cie, 1887.
- La morale économique. Paris, C. Reinwald & Cie, 1888.
- Notions fondamentales d’économie politique et programme économique. Paris, C. Reinwald & Cie, 1891.
- Religion. Paris, C. Reinwald & Cie, 1892.
- Précis d’Économie politique et de morale. Paris, C. Reinwald & Cie, 1893.
- Les Bourses du Travail. Paris, Guillaumin & Cie, 1893.
- Science et Religion. Paris, Guillaumin & Cie, 1894.
- Comment se résoudra la question sociale. Paris, Guillaumin & Cie, 1896.
- La Viriculture. Ralentissement de la population, causes et remèdes. Paris, Guillaumin & Cie, 1897.
- Grandeur et Décadence de la Guerre. Paris, Guillaumin & Cie, 1898.
- Esquisse de l’organisation politique et économique de la société future. Paris, Guillaumin & Cie, 1899.
- Les problèmes du XXe siècle. Paris, Guillaumin & Cie, 1901.
- Questions économiques à l'ordre du jour. Paris, Guillaumin & Cie, 1906.
- Économie de l’histoire : théorie de l’évolution. Paris, F. Alcan, 1908.
- Ultima Verba : mon dernier ouvrage. Paris, Giard et Briève, 1911.
- De l'enseignement obligatoire. mit M. Frédéric Passy, Paris, Guillaumin & Cie, 1859.